# Idomin
Idomin är en vit, fet salva från Cederroth. Den används på torra och irriterade hudområden. Fettet i salvan skyddar huden mot uttorkning, bevarar hudens naturliga fuktighet och mjukar upp. Salvan innehåller vaselin, zinkoxid, rapsolja, tokoferol (vitamin E) och citronsyra.
Fetthalten är mellan 85 och 90 procent.
Fram till 2017 innehöll idomin jordnötsolja, numera ersatt med rapsolja.